# Andrea Nahles
Andrea Maria Nahles, född 20 juni 1970 i Mendig i dåvarande Västtyskland, är en tysk socialdemokratisk politiker. Mellan 17 december 2013 och 14 mars 2018 var hon Tysklands arbetsmarknads- och socialminister i Angela Merkels tredje regering. 2018–2019 var hon ordförande för Tysklands socialdemokratiska parti (SPD).

## Uppväxt och privatliv
Nahles far är murarmästare. Hon har sedan hon var 18 varit aktiv i SPD och har en magisterexamen i germanistik och statsvetenskap från Bonns universitet.  Hon har även påbörjat en doktorsavhandling i ämnet "Walter Scotts inflytande på den tyskspråkiga litteraturen".  Hon är idag bosatt på sin släktgård i Weiler utanför Mayen i Rheinland-Pfalz, och är gift med konsthistorikern Marcus Frings, som hon även har en dotter född 2011 tillsammans med.  Nahles är till följd av en höftskada i en bilolycka delvis rörelsehindrad.

## Karriär
Andrea Nahles var 2009–2013 SPD:s generalsekreterare, och var tidigare vice partiordförande mellan 2007 och 2009.  Sedan 2005 sitter hon i Tysklands förbundsdag för SPD i Rheinland-Pfalz, vilket hon även gjorde under perioden 1998–2002. Mellan 1995 och 1999 var hon ordförande för Jusos, det socialdemokratiska ungdomsförbundet. Nahles är även medlem av fullmäktige i länet Landkreis Mayen-Koblenz sedan 1999.
Nahles har genom åren tillhört olika vänstergrupperingar inom SPD och var en av de interna motståndarna till Gerhard Schröders mittenorienterade politik och sparpolitik (Agenda 2010) under början av 2000-talet.  I den socialdemokratiska skuggregeringen vid valet 2009 utsågs hon till ansvarig för utbildningsfrågor.
Den 22 april 2018 tillträdde hon som SPD:s första kvinnliga ordförande.
I juni 2019 lämnade hon sina politiska uppdrag.